# Chi McBride
Chi McBride, właśc. Kenneth McBride (ur. 23 września 1961 w Chicago) – amerykański aktor i producent filmowy. Występował m.in. w roli Stevena Hapera w serialu telewizyjnym Boston Public.

## Życiorys
Urodził się i wychował w Chicago. Stąd prawdopodobnie wzięło się jego imię – utworzone z pierwszych trzech liter rodzinnego miasta – które mimo to powinno wymawiać się „szai”. Ma 196 cm wzrostu. Początkowo nie planował, że zostanie aktorem. Pierwszą rolę zaliczył dopiero po „trzydziestce”. Przez cztery lata pracował przy sitcomie The John Larroquette Show. Nie przeszkodziło mu to jednak w zagraniu kilku ról w filmach i telewizji. Wystąpił w trzeciej części trylogii HBO Cosmic Slop, a także w filmie What’s Love Got to Do With It?, co zaowocowało jego pierwszą współpracą z Laurence’em Fishburne’em. Zagrał również u boku Michaela J. Foxa w filmie Przerażacze.

## Filmografia

### Filmy fabularne
- 2009: Happy Together jako Simon
- 2008: American Son jako Eddie
- 2008: Święty szmal (First Sunday) jako pastor Arthur Mitchell
- 2007: Bracia Solomon (The Brothers Solomon) jako James
- 2006: Annapolis jako trener McNally
- 2006: Spotkajmy się w więzieniu (Let’s Go to Prison) jako Barry
- 2005: Życie na wrotkach (Roll Bounce)
- 2005: Kelnerzy (Waiting...) jako biskup
- 2004: Ja, robot (I, Robot) jako porucznik John Bergin
- 2004: Terminal (The Terminal) jako Mulroy
- 2003: Od kołyski aż po grób (Cradle 2 the Grave) jako Junk Chambers
- 2002: Na tropie zła (Narc) jako kapitan Cheevers
- 2002: Płatne w całości (Paid in Full) jako Wilkins
- 2002: Tajniak (Undercover Brother) jako The Chief
- 2000: 60 sekund (Gone in Sixty Seconds) jako Donny Astricky
- 2000: Dzieciak (The Kid) jako Kenny
- 2000: Król ringu (King of the World) jako Drew 'Bundini' Brown
- 2000: Magicy (Magicians) jako Tom
- 2000: Czarna komedia (Dancing in September) jako ochroniarz
- 1998: Kod Merkury (Mercury Rising) jako Thomas 'Bizzi' Jordan
- 1997: Gangster (Hoodlum) jako Illinois Gordon
- 1996: Przerażacze (The Frighteners) jako Cyrus
- 1994: Cosmic Slop jako T-Bone
- 1993: Tina (What’s Love Got to Do with It) jako Fross
- 1992: Fałszywy senator (The Distinguished Gentleman) jako Homer
- 1992: Zemsta frajerów – następne pokolenie (Revenge of the Nerds III: The Next Generation) jako Malcolm Pennington III

### Seriale telewizyjne
- 2013–2017: Hawaii Five-0 jako Lou Grover
- 2013: Złoty chłopak (Golden Boy) jako Don Owen
- 2010: Człowiek – cel (Human Target) jako Winston
- 2007–2009: Gdzie pachną stokrotki (Pushing Daisies) jako Emerson Cod
- 2006: Zakładnicy (The Nine) jako Malcolm
- 2005−2006: Instynkt mordercy (Killer Instinct) jako porucznik Matt Cavanaugh
- 2004: Dr House (House, M.D.) jako Edward Vogler (gościnnie)
- 2002–2009: Detektyw Monk (Monk) jako burmistrz Ray Nicholson (gościnnie)
- 2001–2002: Max Steel jako Jefferson Smith
- 2000–2004: Boston Public jako Steven Harper
- 2000: God, the Devil and Bob
- 1999–2004: Egzamin z życia (The Parkers) jako Cliff Rogers (gościnnie)
- 1998: The Secret Diary of Desmond Pfeiffer jako Desmond Pfeiffer
- 1997–2004: Kancelaria adwokacka (The Practice) jako Steven Harper (gościnnie)
- 1996–2001: Nash Bridges jako Luscious (gościnnie)
- 1993–1996: The John Larroquette Show jako Heavy Gene
- 1990–1996: Bajer z Bel-Air (The Fresh Prince of Bel-Air) jako Ed Barker (gościnnie)
- 1987–1997: Świat według Bundych (Married... with Children) jako Dexter

### Producent
- 2003: Delusion